# 李立三故居
李立三故居，别称“芋园”，地址位于中国湖南省株洲市醴陵市阳三石街道立三村，是李立三的出生地和青少年时期的居所。现为全国重点文物保护单位和爱国主义教育基地以及国家3A级旅游景区。

## 建筑概况
李立三故居始建于19世纪80年代，1891年由李立三的祖父购置，是一座典型的湘东地区单层庭院式民居。建筑群占地约2355平方米，建筑面积约922平方米，整体坐东朝西，采用土木结构，布局呈长方形院落。院落由黄色围墙环绕，正门为八字形柴门，门额上书“芋园”二字，门联为“春华秋实，日升月恒”。故居主体建筑包括槽门、正厅、起居室、横堂屋、厨房、烤火房和碓臼屋等，共32间房屋。